# سولاك سيواراك
سولاك سيواراك (بالتايلندية: สุลักษณ์ ศิวรักษ์؛ بالنظام العام التايلندي الملكي للنقل الصوتي: Sulak Siwarak؛ يُلفظ: [sùlák sìwárák]؛ مواليد 27 مارس 1932 في سيام) هو ناشط اجتماعي تايلاندي، أستاذ، كاتب ومؤسس ومدير المنظمة غير الحكومية التايلاندية «مؤسسة ساتيركوس ناجابراديبا»، سُميت على اسم عالمين اثنين في الثقافة التايلاندية، ساتيركوس (فايا أنومان راجادون) وناجابراديبا (فارا سارابّراسويت). أنشأ عددًا من الحركات الاجتماعية، والإنسانية، والبيئية والروحانية في تايلاند، مثل كلية إس إي أم (حركة الروح في التعليم).
يُعرف سولاك سيواراك في الغرب على أنه أحد آباء الشبكة الدولية للبوذيين المنخرطين (آي أن إي بي)، والتي أُسست في عام 1989 مع كبار البوذيين، من ضمنهم الدالاي لاما الرابع عشر، الراهب الفّيتنامي والناشط في السلام ثيت نات هانه، والثّيرادافّا بيكشو ماها غوساناندا مدراءً لها.
عندما منح سولاك سيواراك جائزة رايت ليفيلهوود عام 1995 «لرؤيته، ونشاطه، والتزامه الروحاني في البحث عن عملية تنمية مترسخة في الديمقراطية والعدالة والتكاملية الثقافية»، أصبح معروفًا لشريحة أكبر من الناس في أوروبا والولايات المتحدة. كان سولاك رئيس المنتدى الثقافي الآسيوي للتنمية وكان أستاذًا زائرًا في جامعة كاليفورنيا في بركلي، وجامعة تورونتو، وجامعة كورنيل.

## الحياة والمسيرة

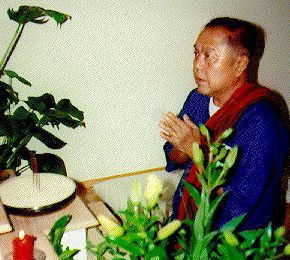
سولاك سيواراك

هو حفيد لمهاجر صيني كان لقبه ليم والذي وُلد لعائلة تي تشو تايلاندية صينية ميسورة، درس سولاك سيواراك في كلية أسمشن في بانكوك وفي جامعة ويلز في لامبّيتر، حيث هو الآن زميل فخري في البوذية. اجتاز امتحان نقابة المحاميين في لندن عام 1961. وعندما عاد للمنزل، أصبح محررًا لدورية سوشل ساينز ريفّيو. اعتبرها الكثيرون الدورية التايلاندية الفكرية الرائدة في وقتها. أصبحت دورية سوشل ساينز ريفّيو بحلول عام 1968 «الصوت الثقافي للأمة». وكذلك في عام 1968، أسس سولاك مؤسسة ساتيركوس-ناجابراديبا (أس أن أف)، والتي نشرت «الوريث الفكري» لسوشل ساينز ريفّيو وعملت كالمنظمة الأم لمجموعة من المنظمات غير الحكومية. بعد عودته إلى تايلاند بفترة قصيرة، وجه طاقاته لاتجاه تطوير النماذج المستدامة للبيئة الاقتصادية والاجتماعية المتغيرة بسرعة، وأجبره الانقلاب العسكري لعام 1976 على أن يُنفى خارج البلاد لعامين، وتجول في هذه الفترة في كندا، والولايات المتحدة، وأوروبا للإلقاء المحاضرات للجماهير الأكاديمية. بسبب الانقلاب، تعزز التزام سولاك بالسلام. ومنذ ذلك الحين، ناصَرَ اللاعنف في دول مزقتها الحرب وقُمعت مثل سريلانكا. يتمثل تفانيه من أجل السلام واللاعنف بقيادته وعضويته في منظمات السلام العالمية مثل زمالة السلام البوذية، لواء السلام الدولي، ومؤسسة غاندي للسلام، وبعد عودته إلى تايلاند، طُلب من سولاك تأسيس اللجنة بين الأديان التايلاندية للتنمية (تي آي سي دي)، وعُين سولاك بعد ذلك بفترة قصيرة رئيس المؤتمر الآسيوي الثقافي للتنمية (أي سي أف أو دي) ومحرر الصحيفة الإخبارية، آسيا أكشن. في عام 1982، أسس سولاك لجنة دعم التنمية التايلاندية بمثابة طريقة لتنسيق المنظمات غير الحكومية الأخرى المنظمات للتعامل بشكل أفضل مع المشاكل الكبيرة التي لم يتمكنوا من حلها لوحدهم.
برزت فائدة المعارف الأجنبية التي كونها سيواراك عندما كان في المنفى عند اعتقاله عام 1984 لانتهاك حرمة الذات الملكية، مما تسبب باحتجاجات عالمية ضغطت على الحكومة لإطلاق سراحه. اتُهم سيواراك مرة أخرى بانتهاك حرمة الذات الملكية في سبّتمبر 1991 بعد كلام ألقاه في جامعة تاماسات حول قمع الديمقراطية في تايلاند. هرب سيواراك من البلد وذهب إلى المنفى إلى أن تمكن من إقناع المحاكم ببراءته عام 1995. منح جائزة رايت ليفيلهوود السويدية عام 1995، وجائزة منظمة الأمم والشعوب غير الممثلة عام 1998، وعلى جائزة غاندي للألفية الهندية عام 2011. رُشح لجائزة نوبل للسلام من قبل لجنة أمريكا لخدمات الأصدقاء عام 1994.

## وصلات خارجية
- مظاهرات حاشدة مناهضة للحكومة في تايلاند - مقابلة على الديمقراطية الآن! (بالإنجليزية)
- سولاك سيواراك - هارد توك (بي بي سي) (بالإنجليزية)